# Stabat Mater
Stabat Mater – jedna z sekwencji wprowadzonych przez Kościół katolicki do liturgii i wykonywana w czasie wielkiego postu.

## Opis
Stabat Mater (dolorosa) po łacinie oznacza Stała Matka (bolejąca) – utwór dotyczy boleści Matki Boskiej po ukrzyżowaniu Chrystusa. Słowa napisał Jacopone da Todi w XIII wieku.

## Tekst

### Teksty dotyczące melodii gregoriańskiej
| Tekst łaciński (tekst pierwotny) | Tekst łaciński (tekst współczesny) | Tekst polski |
| --- | --- | --- |
| Stabat Mater dolorósa iuxta crucem lacrimósa, dum pendébat Fílius. Cuius ánimam geméntem, contristátam et doléntem pertransívit gládius. O quam tristis et afflícta fuit illa benedícta, mater Unigéniti! Quæ moerébat et dolébat, pia Mater, dum vidébat Nati poenas íncliti. Quis est homo qui non fleret, Matrem Christi si vidéret in tanto supplício? Quis non posset contristári, piam Matrem contemplári doléntem cum Fílio? Pro peccátis suæ gentis vidit Iesum in torméntis, et flagéllis súbditum. Vidit suum dulcem Natum moriéndo desolátum, dum emísit spíritum. Eia, Mater, fons amóris me sentíre vim dolóris, fac ut tecum lúgeam. Fac ut árdeat cor meum in amándo Christum Deum, ut sibi compláceam. Sancta Mater, istud agas, Crucifíxi fige plagas cordi meo válide. Tui Nati vulneráti, tam dignáti pro me pati, poenas mecum dívide. Fac me tecum pie flere, Crucifíxo condolére, donec ego víxero. Iuxta crucem tecum stare, fac me tibi sociáre in planctu desídero. Virgo vírginum præclára, mihi iam non sis amára, fac me tecum plángere. Fac ut portem Christi mortem, passiónis fac me sortem, et plagas recólere. Fac me plagis vulnerári, fac me cruce inebriári, et cruóre Filii. Flammis ne urar succénsus, per te, Virgo, sim defénsus in die iudícii. Fac me cruce custodíri, morte Christi præmuníri, confovéri grátia. Quando corpus moriétur, fac ut ánimæ donétur Paradísi glória. Amen. | Stabat Mater dolorósa iuxta crucem lacrimósa, dum pendébat Fílius. Cuius ánimam geméntem, contristátam et doléntem pertransívit gládius. O quam tristis et afflícta fuit illa benedícta, mater Unigéniti! Quae moerébat et dolébat, pia Mater, dum vidébat Nati poenas íncliti. Quis est homo qui non fleret, Matrem Christi si vidéret in tanto supplício? Quis non posset contristári, piam Matrem contemplári doléntem cum Fílio? Pro peccátis suae gentis vidit Iesum in torméntis, et flagéllis súbditum. Vidit suum dulcem Natum moriéndo desolátum, dum emísit spíritum. Eia, Mater, fons amóris me sentíre vim dolóris, fac ut tecum lúgeam. Fac ut árdeat cor meum in amándo Christum Deum, ut sibi compláceam. Sancta Mater, istud agas, Crucifíxi fige plagas cordi meo válide. Tui Nati vulneráti, tam dignáti pro me pati, poenas mecum dívide. Fac me tecum pie flere, Crucifíxo condolére, donec ego víxero. Iuxta crucem tecum stare, fac me tibi sociáre in planctu desídero. Virgo vírginum praeclára, mihi iam non sis amára, fac me tecum plángere. Fac ut portem Christi mortem, passiónis fac me sortem, et plagas recólere. Fac me plagis vulnerári, fac me cruce inebriári, et cruóre Filii. Flammis ne urar succénsus, per te, Virgo, sim defénsus in die iudícii. Fac me cruce custodíri, morte Christi praemuníri, confovéri grátia. Quando corpus moriétur, fac ut ánimae donétur Paradísi glória. Amen. | Stała Matka Boleściwa obok krzyża ledwo żywa, gdy na krzyżu wisiał Syn. Duszę Jej, co łez nie mieści, pełną smutku i boleści, przeszedł miecz dla naszych win. O, jak smutna i strapiona Matka ta błogosławiona, której Synem niebios Król! Jak płakała Matka miła, jak cierpiała, gdy patrzyła na boskiego Syna ból. Gdzież jest człowiek, co łzę wstrzyma, gdy mu stanie przed oczyma w mękach Matka ta bez skaz? Kto się smutkiem nie poruszy, gdy rozważy boleść duszy Matki z Jej Dziecięciem wraz? Za swojego ludu zbrodnię, w mękach widzi tak niegodnie, zsieczonego Zbawcę dusz. Widzi Syna wśród konania, jak samotny głowę skłania, gdy oddawał ducha już. Matko, coś miłości zdrojem, spraw, niechaj czuję w sercu moim ból Twój u Jezusa nóg. Spraw, by serce me gorzało, by radością życia całą stał się dla mnie Chrystus Bóg. Matko, ponad wszystko świętsza, Rany Pana aż do wnętrza w serce me głęboko wpój. Cierpiącego tak niezmiernie Twego Syna ból i ciernie niechaj duch podziela mój. Spraw, niech leję łzy obficie i przez całe moje życie serce me z Cierpiącym wiąż. Pragnę stać pod krzyżem z Tobą, z Twoją łączyć się żałobą, w płaczu się rozpływać wciąż. Panno Święta, swe dziewicze zapłakane wznieś oblicze jeden niech nas łączy płacz. Spraw, niech żyję Zbawcy zgonem, na mym sercu rozżalonym Jego ból wycisnąć racz. Niech mnie męki gwoździe zranią, niechaj, kiedy patrzę na nią, krew upoi mnie i krzyż. Męką ognia nieustanną nie daj gorzeć, Święta Panno, w sądu dzień swą pomoc zbliż. A gdy życia kres nastanie, przez swą Matkę, Chryste Panie, do zwycięstwa dojść nam daj. Gdy ulegnie śmierci ciało, obleczone wieczną chwałą, dusza niech osiągnie raj. |

### Inne teksty
| Tekst polski |
| --- |
| Ref. Stała Matka boleściwa obok krzyża ledwie żywa, gdy na krzyżu wisiał Syn. 1. Mój Synu najdroższy, Synu jedyny, czemu niewdzięczni zawiesili Cię na drzewie krzyża? Czemu przyjąłeś cierniową koronę? Ty co uzdrawiałeś chorych… a umarłym przywracałeś życie? Ref. Stała Matka boleściwa obok krzyża ledwie żywa, gdy na krzyżu wisiał Syn. 2. Dlaczego umierasz na krzyżu mój Boże? Słońce straciło swe światło. Ociemniały me oczy gdy widzę Twą śmierć bolesną I nie mogę przyjść Ci z pomocą. Ref. Stała Matka boleściwa obok krzyża ledwie żywa, gdy na krzyżu wisiał Syn. 3. Mój Synu, wielbię Twe… miłosierdzie i męstwo, włócznię, rany, trzcinę, gwoździe. Tyś mą nadzieją… i obroną. Twa śmierć stała się życiem dla całego świata. |

## Opracowania muzyczne
Melodię sekwencji (do słów J. da Todiego) komponowało wielu znanych kompozytorów:
- Luigi Boccherini
- Antonín Dvořák
- Józef Elsner
- Joseph Haydn
- Josquin des Prés
- Zoltán Kodály
- Giovanni da Palestrina
- Krzysztof Penderecki
- Giovanni Battista Pergolesi
- Francis Poulenc
- Gioacchino Rossini
- Domenico Giuseppe Scarlatti
- Franz Schubert
- Charles Villiers Stanford
- Karol Szymanowski
- Giuseppe Verdi
- Antonio Vivaldi
- Arvo Pärt
- Giovanni Felice Sances.

Istnieje także znacznie mniej znany utwór tego samego autora, Stabat mater speciosa, opisujący narodziny Jezusa.
W liturgii mariawickiej używania jest jako sekwencja w uroczystość Siedmiu Boleści Najświętszej Maryi Panny. 

## Galeria

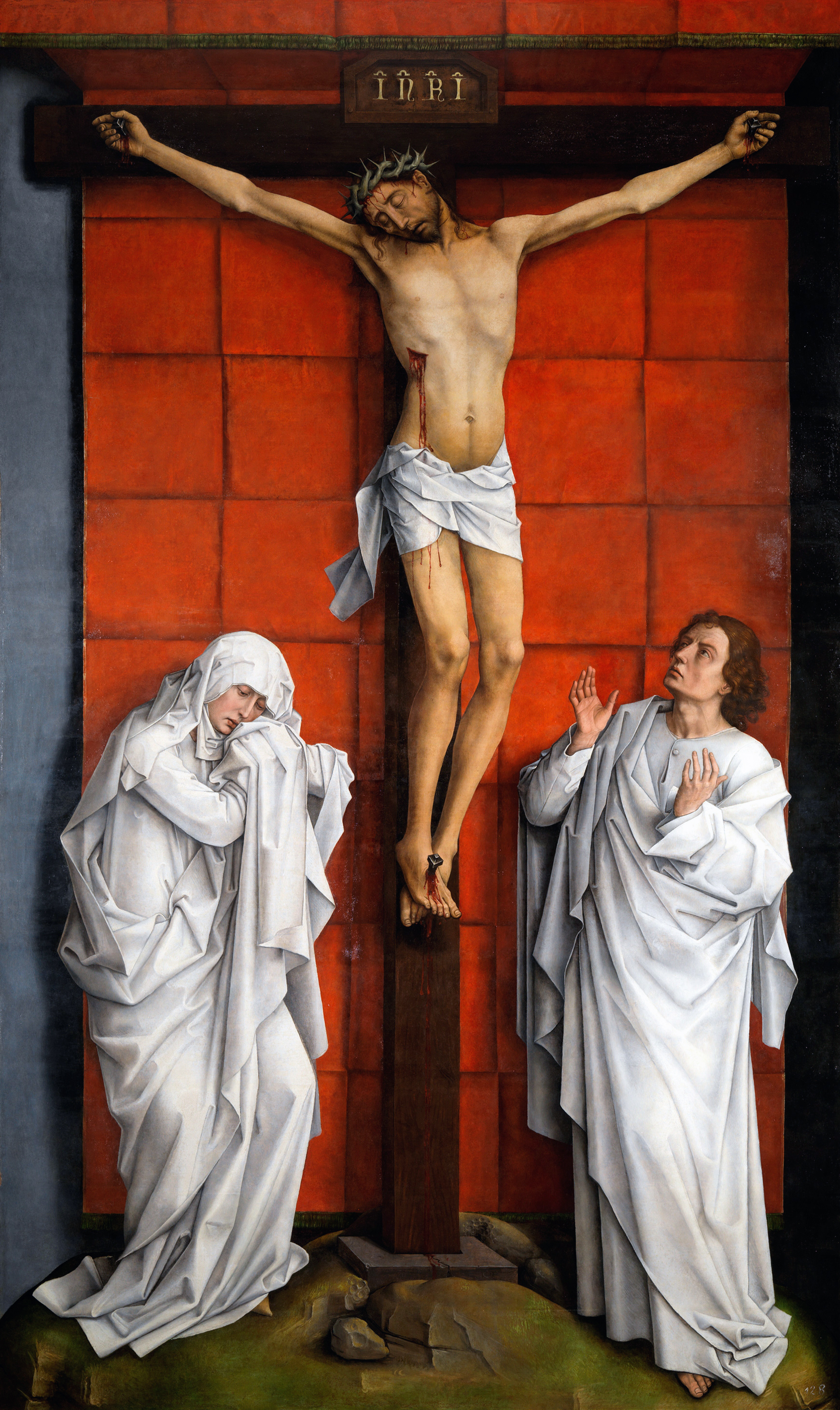
Rogier van der Weyden, Chrystus, Maryja i św. Jan (ok. 1460)